# Nambi Dorsum
Il Nambi Dorsum è una struttura geologica della superficie di Venere.